# Грецька драхма

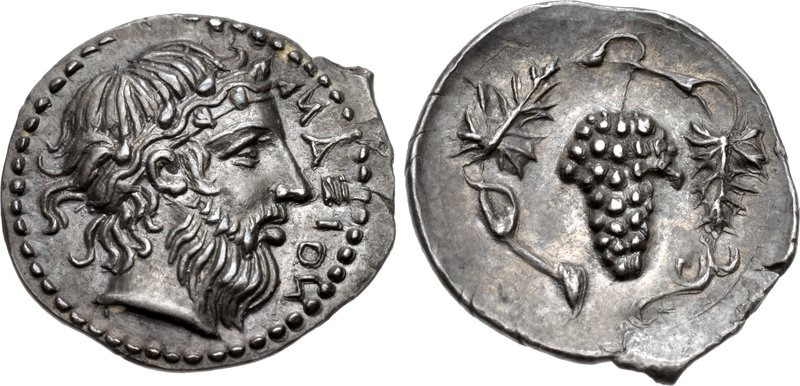
Стародавня срібна драхма

Драхма (грец. Δραχμή) — назва грошової одиниці, що використовувалася на теренах Греції впродовж кількох історичних періодів, зокрема:
1. стародавня драхма — грошова одиниця, що перебувала в обігу у містах-державах Стародавньої Греції, у державах, що стали їх послідовниками, а також на території багатьох країн південно-західної Азії протягом елліністичної ери.
2. новітня драхма — грошова одиниця Грецької Республіки впродовж значної частини її сучасної історії, була впроваджена у 1832 році, двічі проходила процес деномінації, була поступово виведена з обігу після впровадження з початку 2002 року спільної європейської грошової одиниці євро. Грецькій драхмі передував грецький фенікс.

## Стародавня драхма
У буквальному перекладі слово «драхма» («δράσσομαι») має значення «жменя» і спочатку стосувалося жмені з шести оболів (металічних паличок), які застосовувалися як грошові одиниці щонайменше з XI століття до н. е. Згодом ця назва почала застосовуватися до срібних монет, що карбувалися у Стародавній Греції протягом значного періоду часу, відповідно словом «обол» називалися монети вартістю в одну шосту драхми. Стандартна вага стародавніх драхм відрізнялася залежно від місця карбування та періоду, найрозповсюдженішим вважається так званий «афінський» стандарт у трохи більше ніж 4,2 грами.
Давньогрецькі монети зазвичай мали характерні назви у повсякденному використанні. Афінську тетрадрахму називали «совою», егінетський статер називали «хелон», коринфський статер називали гіпосом (конем) тощо. Кожне давньогрецьке місто карбувало свої власні монети і ставило на них свої відомі символи, у вигляді так званої печатки, разом з відповідними написами. Монети часто називалися або за назвою міста, або за зображенням на них. Точна мінова вартість монет кожного монетного двору визначалася за кількістю та якістю металу, що позначалося на його репутації.
Серед грецьких міст, що використовували драхму, були: Абдера, Абідос, Олександрія, Етна, Антіохія, Афіни, Хіос, Кізік, Коринф, Ефес, Еретрія, Гела, Катана, Кос, Маронія, Наксос, Пелла, Пергам, Регіон, Саламін, Смірна, Спарта, Сиракузи, Тарс, Тасос, Тенедос, Троя та інші.
Афінська тетрадрахма («чотири драхми») з V століття до н. е і до часів Олександра Македонського (поряд із коринфським статером) була найпоширенішою монетою у грецькому світі. На аверсі зображався профільний бюст Афіни у шоломі, а на реверсі – сова. У повсякденному побуті їх називали «γλαῦκες» («сови»). У результаті завойовницьких походів Александра Македонського грецькі монети розповсюдилися територією Близького Сходу, назву «драхма» отримали монети низки елліністичних держав регіону.
Похідними від «драхми» є назви і досі розповсюдженої в арабському світі валюти дирхам, а також вірменської національної валюти драм.
| Різновиди давньогрецьких срібних монет | Різновиди давньогрецьких срібних монет | Різновиди давньогрецьких срібних монет | Різновиди давньогрецьких срібних монет | Різновиди давньогрецьких срібних монет  |
| Зображення                             | Номінал                                | Вартість                               | Вага (мм)                              | Назва грецькою мовою                    |
| -------------------------------------- | -------------------------------------- | -------------------------------------- | -------------------------------------- | --------------------------------------- |
|                                        | Декадрахма                             | 10 драхм                               | 43                                     | Δεκάδραχμον                             |
|                                        | Тетрадрахма                            | 4 драхми                               | 17.2                                   | Τετράδραχμον                            |
|                                        | Дідрахма                               | 2 драхми                               | 8.6                                    | Δίδραχμον                               |
|                                        | Драхма                                 | 6 оболів                               | 4.3                                    | Δραχμή                                  |
|                                        | Тетробол                               | 4 оболи                                | 2.85                                   | Τετρώβολον                              |
|                                        | Тріобол (гемідрахма)                   | 3 оболи (1⁄2 драхми)                   | 2.15                                   | Τριώβολον (ἡμίδραχμον)                  |
|                                        | Діобол                                 | 2 оболи                                | 1.43                                   | Διώβολον                                |
|                                        | Обол                                   | 4 тетартеморія (1⁄6 драхми)            | 0.72 grams                             | Ὀβολός (ὀβελός)                         |
|                                        | Тритартеморіон                         | 3 тетартеморії                         | 0.54                                   | Τριταρτημόριον (τριτημόριον)            |
|                                        | Геміобол                               | 2 тетартеморії (1⁄2 обола)             | 0.36                                   | Ἡμιωβέλιον (ἡμιωβόλιον)                 |
|                                        | Тригемітартеморіон                     | 1+1⁄2 тетартеморіона                   | 0.27                                   | Τριημιτεταρτημόριον                     |
|                                        | Тетартеморіон                          | 1⁄4 обол                               | 0.18                                   | Τεταρτημόριον (ταρτημόριον, ταρτήμορον) |
|                                        | Гемітетартеморіон                      | 1⁄2 тетартеморіон                      | 0.09                                   | Ἡμιτεταρτημόριον                        |

### Поділ історичних валют
- 12 халкоїв = 1 обол
- 6 оболів = 1 драхма
- 70 драхм = 1 міна (або мна), пізніше 100 драхм = 1 міні
- 60 Міна (одиниця вимірювання)|мін = 1 афінському таланту (афінський стандарт)

Насправді міни та таланти ніколи не карбувалися: вони являли собою міри ваги, що використовувалися для товарів (зокрема, зерна), а також металів, таких як срібло чи золото. 

## Новітня драхма

### Перша драхма
Драхма була знову введена в обіг у травні 1832 року, незадовго до заснування Грецького королівства, номінально замінивши фенікса. Драхма поділялася на 100 лепт.

#### Монети
Перша серія монет складалася з мідних номіналів 1, 2, 5 та 10 лепт, срібних — 1/4, 1/2, 1 та 5 драхм та золотої — 20 драхм. Монета в одну драхму важила 4,5 г та містила срібло 900 проби, а монета номіналом 20 драхм містила 5,8 г золота.
У 1868 році Греція приєдналася до Латинського валютного союзу, і драхма стала рівною за вагою та вартістю французькому франку. Була випущена нова серія монет, яка складалася: з мідних 1, 2, 5 та 10 лепт, причому монети номіналом 5 та 10 лепт носили назви обол (ὀβολός) та діоболон (διώβολον) відповідно; срібних монет 20 та 50 лепт, 1, 2 та 5 драхм; та золотих монет 5, 10 та 20 драхм. Також було випущено незначну кількість золотих монет номіналом 50 та 100 драхм.
У 1894 році були введені мідно-нікелеві монети 5, 10 та 20 лепт. Монети номіналом 1 та 2 лепти не випускалися з кінця 1870-х років. Срібні номінали 1 і 2 драхм востаннє випускалися в 1911 році, а в період з 1912 по 1922 рік, коли Латинський валютний союз розпався через Першу світову війну, монети не випускалися.
Між 1926 та 1930 роками у новоствореній Грецькій Республіці була введена нова серія монет, що складалася з мідно-нікелевих номіналів 20 та 50 лет, 1 та 2 драхми; нікелеві — 5 драхм; та срібні — 10 та 20 драхм. Це була остання серія монет першої сучасної драхми, під час існування другої — не було випущено жодної.

#### Банкноти

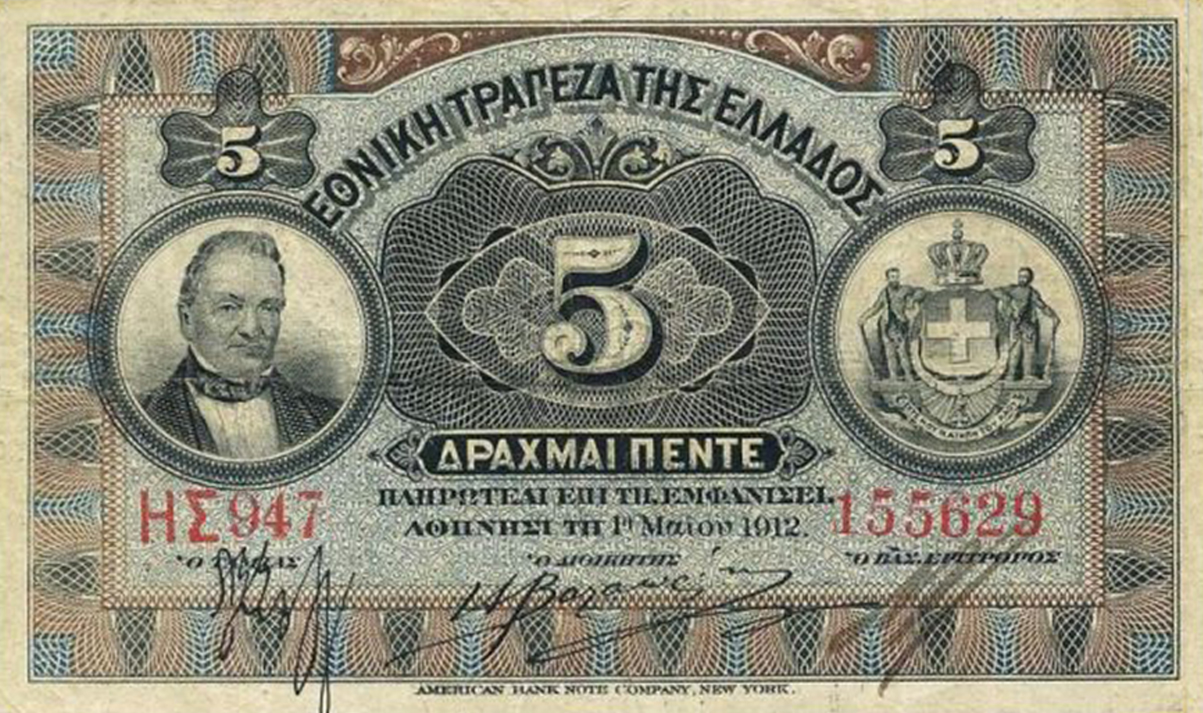
Банкнота 5 драхм 1912 року

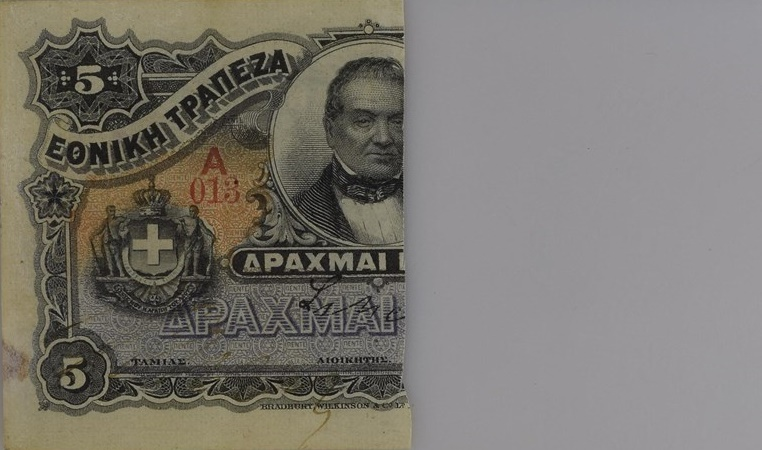
Обрізана банкнота в 5 драхм, що використовувалася під час випуску облігацій

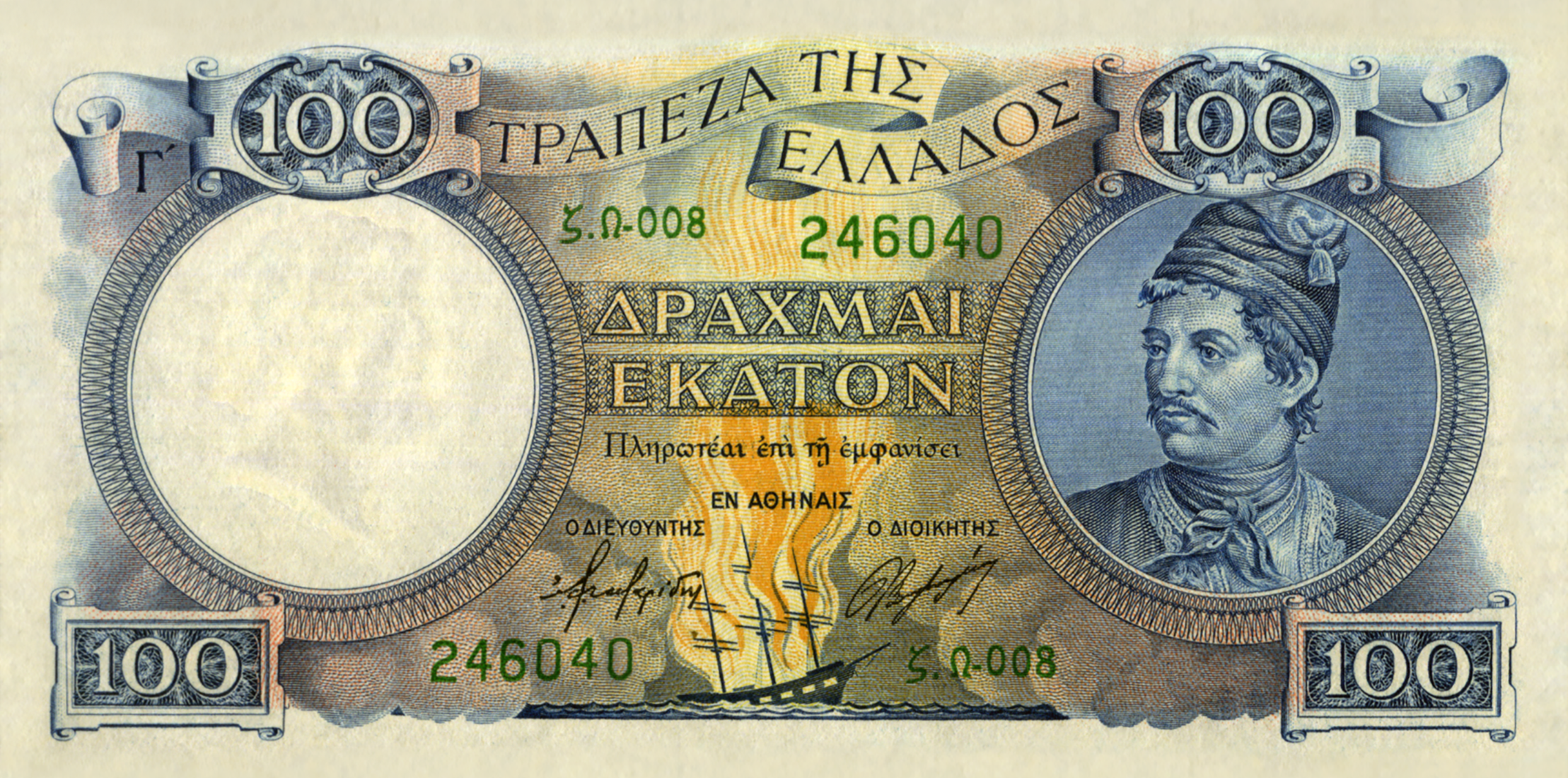
Банкнота 100 драхм 1944 року

З 1841 по 1928 роки Національним банком Греції випускалися банкноти, потім ця установа була перейменована в Банк Греції, який випускав банкноти з 1928 до 2001 року, аж до введення в Греції євро. Ранні банкноти випускалися номіналами від 10 до 500 драхм. Банкноти менших номіналів (1, 2, 3 та 5 драхм) випускалися з 1885 року, причому перші банкноти номіналом 5 драхм виготовлялися шляхом розрізання банкнот номіналом 10 драхм навпіл.
Після здобуття Грецією незалежності від Османської імперії в 1828 році, її грошовою одиницею був фенікс; проте його використання було нетривалим, і 1832 року його замінила драхми, які містили портрет Оттона, який був першим королем сучасної Греції з 1832 по 1862 роки. Драхма поділялася на 100 лепт. 2002 року драхма перестала бути законним платіжним засобом в Греції, після введення євро, грошової одиниці Європейського Союзу.
З 1917 по 1920 уряд Греції взяв під свій контроль випуск дрібних розмінних банкнот відповідно до Закону 991/1917. У той час уряд випускав купюри номіналом 10 та 50 лепт, а також 1, 2 та 5 драхм. 1901 року Національним банком Греції була представлена банкнота номіналом 1000 драхм, а 1928 року Банком Греції — 5000 драхм. Економічна депресія 1920-х років торкнулася багатьох країн світу, зокрема Грецію. 1922 року уряд Греції взяв вимушену позику, щоб профінансувати зростаючий дефіцит бюджету. 1 квітня 1922 року уряд ухвалив рішення вилучити половину всіх банкнот в обігу, обмінявши їх на 6,5% облігації. Потім банкноти, що були в обігу розрізалися навпіл, при цьому частина, що містила зображення грецької корони замінила облігації, а іншу половину — обміняли на новий випуск банкнот центрального банку по половині первісної вартості. У період з 1940 по 1944 роки Уряд Греції знову випускав банкноти номіналом від 50 до 20 лепт.
Під час німецько-італійської окупації Греції між 1941—1944 роками катастрофічна гіперінфляція призвела до випуску банкнот набагато більшого номіналу, кульмінацією яких у 1944 році став випуск банкнот на суму 100 000 000 000 драхм. Італійська окупаційна влада на Іонічних островах друкувала власну валюту — іонійську драхму.

### Друга драхма
11 листопада 1944 року, після звільнення Греції від нацистської Німеччини, старі драхми обмінювалися на нові за курсом: 50 000 000 000 драхм за 1 нову драхму. Друга драхма була представлена лише паперовими грошами. Уряд випустив банкноти номіналом 1, 5, 10 та 20 драхм, а Банк Греції — 50, 100, 500, 1000, 5000 та 10 000 драхм. Друга драхма теж зазнала високої інфляції. Пізніше уряд випустив банкноти номіналом 100, 500 та 1000 драхм, а Банк Греції — 20 000 та 50 000 драхм.

### Третя драхма
9 квітня 1953 року, прагнучи зупинити інфляцію, Греція приєдналася до Бреттон-Вудської системи. 1 травня 1954 року драхму було деноміновано за курсом: 1000 драхм попереднього випуску обмінювалися на 1 нову драхму, розмінні банкноти були остаточно скасовані. Третя драхма мала фіксований обмінний курс 30 драхм за долар до 20 жовтня 1973 року: протягом наступних 25 років офіційний обмінний курс поступово знижувався, досягнувши 400 драхм за долар. 1 січня 2002 року грецька драхма була офіційно замінена в обігу на євро, з 1 березня 2002 року вона перестала вважатися законним платіжним засобом.

#### Монети

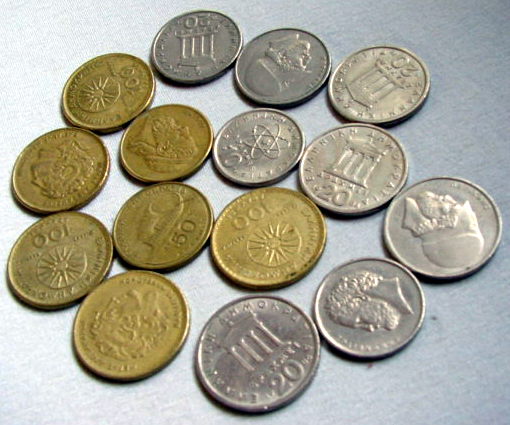
Монети третьої драхми

Символ драхми

Перша серія монет третьої драхми з'явилася у 1954 році, вона складалася: з алюмінієвих номіналів 5, 10 та 20 лепт з отворами; а також мідно-нікелевих — 50 лепт, 1, 2 та 5 драхм. 1959 року з'явилися монети номіналом 10 драхм зі сплаву більш яскравішого забарвлення, а 1960 року — вийшли срібні 20 драм, замінивши відповідні банкноти. На монетах номіналом від 50 лепт до 20 драхм зображався портрет короля Павла (1947–1964). 1966 року були введені монети нового зразка номіналом від 50 лепт до 10 драхм із зображенням короля Константина II (1964—1974). 1963 року була випущена срібна монета номіналом 30 драхм, присвячена 100-річчю грецькій королівській династії. Наступного року в ознаменування королівського весілля знову була випущена монета цього номіналу, яка не потрапила в обіг. 1971 року реверс всіх монет зазнав змін й став зображати регалії військової хунти, що перебувала при владі в Греції з 1967 по 1974 роки. Монети зображали солдата, який стоїть перед полум'ям фенікса, що сходить, і дату державного перевороту, 21 квітня 1967 року.

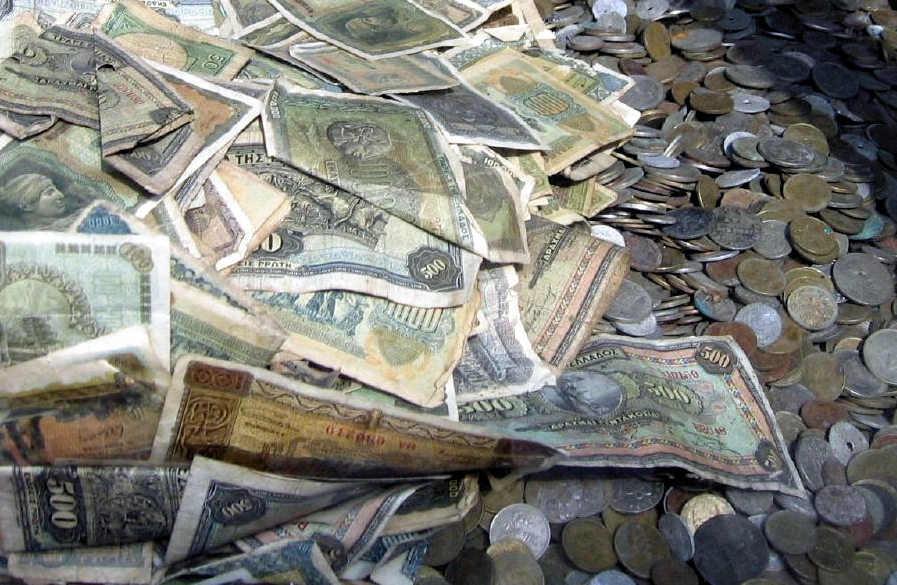
Старі банкноти і монети Греції

У 1973 році була введена монета номіналом 20 драхм із мідно-нікелевого сплаву із зображенням Європи на аверсі. Наприкінці 1973 року було введено кілька нових типів монет: алюмінієві без отворів (10 та 20 лепт), нікелево-латунні (50 лепт, 1 та 2 драхми) та мельхіорові (5, 10 та 20 драхм). Ці тимчасові монети містили зображення фенікса, що піднімається з полум'я на аверсі, і використовували нове позначення країни як Грецька Республіка, замінивши монети, також випущені 1973 року з позначенням Королівства Греції, з портретом короля Костянтина II. 1976 року було введено нову серію всіх 8 номіналів із зображеннями древніх національних героїв на менших номіналах.
У 1980 році в обіг було введено мідно-нікелеві монети номіналом 50 драхм. 1986 року були введені монети з алюмінієвої бронзи номіналом 50 драхм, за ними у 1988 році з'явилися мідні монети номіналом 1 і 2 драхм концептуально-аналогічного оформлення з алюмінієвої бронзи, а 1990 року — номінали 20 і 100 драхм. 2000 року випустили спеціальний тематичний набір з 6 монет номіналом 500 драхм в ознаменування Олімпійських ігор 2004 року в Афінах.

#### Банкноти
Перші випуски банкнот третьої драхми були номіналом 10, 20 і 50 драхм, невдовзі, 1956 року, були 100, 500 і 1000 драхм. відзначає 1997 року. 1984 року в обіг були введені банкноти номіналом 5000 драхм, 1995 року — 10000 драхм, а 1996 року — 200 драхм.

#### Пам'ятні і ювілейні монети Греції
З 1963 року були випущені монети номіналами 20, 30, 50, 100 і 500 драхм.

#### Останні серії банкнот
Перед введенням у 2002 році євро, в грошовому обігу Греції знаходилася серія банкнот зразків 1978—1997 років, яка складалася з номіналів 50, 100, 200, 500, 1000, 5000 і 10000 драхм.
| Зображення | Зображення | Номінал (драхм) | Розмір (мм) | Еквівалент в євро | Основний колір     | Аверс | Реверс | Водяний знак         | Введення | Вилучення |
| Аверс      | Реверс     | Номінал (драхм) | Розмір (мм) | Еквівалент в євро | Основний колір     | Аверс | Реверс | Водяний знак         | Введення | Вилучення |
| ---------- | ---------- | --------------- | ----------- | ----------------- | ------------------ | --- | --- | -------------------- | -------- | --------- |
|            |            | 50              | 144 x 65    | 0.1467            | Блакитний          | Голова Посейдона                                                                                              | Ласкаріна Бубуліна, що спрямовує артилерійський вогонь двома османськими кораблями в Паламіді під час грецької війни за незалежність | Голова візника Дельф | 1978     | 2002      |
|            |            | 100             | 158×67      | 0.2935            | Коричнево-бордовий | Голова Пірейської Афіни; Будівля Афінського національного та Каподистрійського університету Крістіана Хансена | Адамантіос Кораїс; Монастир Аркадія, Крит                                                                                            | Голова візника Дельф | 1978     | 2002      |

| Зображення | Зображення | Номінал (драхм) | Розмір (мм) | Еквівалент в євро | Основний колір                          | Аверс                                                     | Реверс                             | Водяний знак              | Введення      | Вилучення |
| Аверс      | Реверс     | Номінал (драхм) | Розмір (мм) | Еквівалент в євро | Основний колір                          | Аверс                                                     | Реверс                             | Водяний знак              | Введення      | Вилучення |
| ---------- | ---------- | --------------- | ----------- | ----------------- | --------------------------------------- | --------------------------------------------------------- | ---------------------------------- | ------------------------- | ------------- | --------- |
|            |            | 500             | 158 x 72    | 1.47              | Темно-зелений                           | Іоанніс Каподистріас; Будинок Каподистрії на Корфу        | Стара фортеця, місто Корфу         | Голова візника Дельф      | 1983          | 2002      |
|            |            | 1000            | 158 х 77    | 2.93              | Коричневий                              | Бюст Аполлона Олімпійського                               | Дискобол Мирона; Храм Гери Олімпія | Голова візника Дельф      | 1987          | 2002      |
|            |            | 5000            | 163 х 82    | 14.67             | Темно-синьо-фіолетовий та жовто-зелений | Теодорос Колокотроніс; Церква Святих Апостолів, Каламата. | Каритина, Аркадія                  | Бюст Філіпа Македонського | 1 червня 1997 | 2002      |

| Зображення | Зображення | Номінал (драхм) | Розмір (мм) | Еквівалент в євро | Основний колір                          | Аверс                                                               | Реверс                                       | Водяний знак              | Введення       | Вилучення |
| Аверс      | Реверс     | Номінал (драхм) | Розмір (мм) | Еквівалент в євро | Основний колір                          | Аверс                                                               | Реверс                                       | Водяний знак              | Введення       | Вилучення |
| ---------- | ---------- | --------------- | ----------- | ----------------- | --------------------------------------- | ------------------------------------------------------------------- | -------------------------------------------- | ------------------------- | -------------- | --------- |
|            |            | 200             | 129х64      | 0.5869            | Темно-помаранчевий                      | Рігас Ферайос; Ферайос співає свою патріотичну пісню праворуч унизу | Ніколаос Гізіс Кріфо схоліо («таємна школа») | Бюст Філіпа Македонського | 7 вересня 1996 | 2002      |
|            |            | 5000            | 146 х 74    | 14.67             | Темно-синьо-фіолетовий та жовто-зелений | Теодорос Колокотроніс; Церква Святих Апостолів, Каламата.           | Каритина, Аркадія                            | Бюст Філіпа Македонського | 1 червня 1997  | 2002      |
|            |            | 10000           | 153 х 77    | 29.35             | Темно-пурпуровий                        | Георгіос Папаніколау; мікроскоп                                     | Асклепій                                     | Бюст Філіпа Македонського | 16 січня 1995  | 2002      |

#### Останні серії монет
Перед введенням у 2002 році євро, в грошовому обігу Греції знаходилася серія монет зразків 1982—1990 років, яка складалася з номіналів 1, 2, 5, 10, 20, 50 і 100 драхм. Всі номінали від 2 до 50 драхм 1976—1980 і 1982—2000 років випусків мають відмінність між собою у написані номіналу: ΔΡΑΧΜΑΙ та ΔΡΑΧΜΕΣ відповідно.

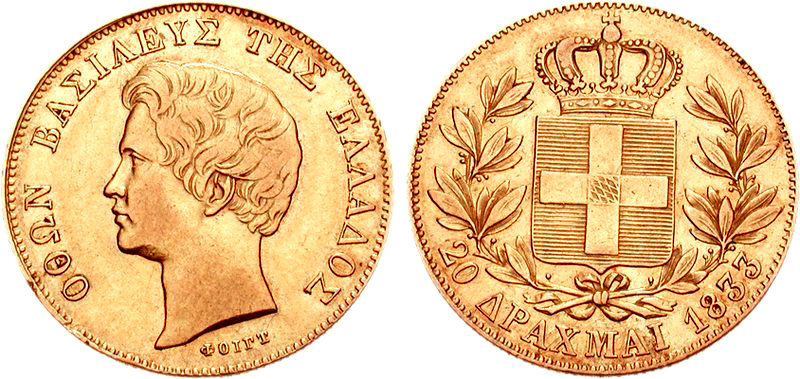
Золоті 20 драхм Оттона I 1833 року

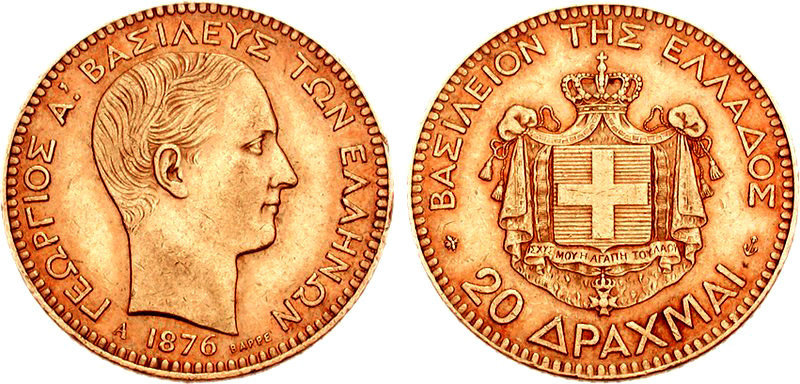
Золоті 20 драхм Георгіоса I 1876 року

| Передостання серія монет грецької драхми, зразків 1976—1982 років | Передостання серія монет грецької драхми, зразків 1976—1982 років | Передостання серія монет грецької драхми, зразків 1976—1982 років | Передостання серія монет грецької драхми, зразків 1976—1982 років | Передостання серія монет грецької драхми, зразків 1976—1982 років | Передостання серія монет грецької драхми, зразків 1976—1982 років | Передостання серія монет грецької драхми, зразків 1976—1982 років | Передостання серія монет грецької драхми, зразків 1976—1982 років | Передостання серія монет грецької драхми, зразків 1976—1982 років | Передостання серія монет грецької драхми, зразків 1976—1982 років |
| Зображення                                                        | Номінал                                                           | Технічні параметри                                                | Технічні параметри                                                | Технічні параметри                                                | Технічні параметри                                                | Опис                                                              | Опис                                                              | Опис                                                              | Роки карбування                                                   |
| Зображення                                                        | Номінал                                                           | Діаметр (мм)                                                      | Товщина (мм)                                                      | Вага (г)                                                          | Матеріал                                                          | Гурт                                                              | Аверс                                                             | Реверс                                                            | Роки карбування                                                   |
| ----------------------------------------------------------------- | ----------------------------------------------------------------- | ----------------------------------------------------------------- | ----------------------------------------------------------------- | ----------------------------------------------------------------- | ----------------------------------------------------------------- | ----------------------------------------------------------------- | ----------------------------------------------------------------- | ----------------------------------------------------------------- | ----------------------------------------------------------------- |
|                                                                   | 10 лепт                                                           | 20                                                                | 1.6                                                               | 1.1                                                               | Алюміній                                                          | Гладкий                                                           | Козел, номінал                                                    | Герб Греції                                                       | 1976—1978                                                         |
|                                                                   | 20 лепт                                                           | 22                                                                | 1.7                                                               | 1.3                                                               | Алюміній                                                          | Гладкий                                                           | Голова коня, номінал                                              | Герб Греції                                                       | 1976—1978                                                         |
|                                                                   | 50 лепт                                                           | 18                                                                | 1.46                                                              | 2.75                                                              | Нікель-Латунь                                                     | Ребристий                                                         | Маркос Боцаріс                                                    | Номінал                                                           | 1976—1986                                                         |
|                                                                   | 1 драхма                                                          | 21                                                                | 1.7                                                               | 4.1                                                               | Нікель-Латунь                                                     | Ребристий                                                         | Константінос Канаріс                                              | Номінал, корабель                                                 | 1976—1986                                                         |
|                                                                   | 2 драхми                                                          | 24                                                                | 1.7                                                               | 6.1                                                               | Нікель-Латунь                                                     | Ребристий                                                         | Георгіос Караїскакіс                                              | Номінал, гармата, якір                                            | 1976—1980                                                         |
|                                                                   | 2 драхми                                                          | 24                                                                | 1.7                                                               | 6.1                                                               | Нікель-Латунь                                                     | Ребристий                                                         | Георгіос Караїскакіс                                              | Номінал, гармата, якір                                            | 1982—1986                                                         |
|                                                                   | 5 драхм                                                           | 22.5                                                              | 1.85                                                              | 5.5                                                               | Мідно-нікелевий сплав                                             | Гладкий                                                           | Арістотель                                                        | Номінал                                                           | 1976—1980                                                         |
|                                                                   | 5 драхм                                                           | 22.5                                                              | 1.85                                                              | 5.5                                                               | Мідно-нікелевий сплав                                             | Гладкий                                                           | Арістотель                                                        | Номінал                                                           | 1982—2000                                                         |
|                                                                   | 10 драхм                                                          | 26                                                                | 1.95                                                              | 7.55                                                              | Мідно-нікелевий сплав                                             | Гладкий                                                           | Демокріт                                                          | Номінал                                                           | 1976—1980                                                         |
|                                                                   | 10 драхм                                                          | 26                                                                | 1.95                                                              | 7.55                                                              | Мідно-нікелевий сплав                                             | Гладкий                                                           | Демокріт                                                          | Номінал                                                           | 1982—2000                                                         |
|                                                                   | 20 драхм                                                          | 29                                                                | 2.25                                                              | 11.5                                                              | Мідно-нікелевий сплав                                             | Напис                                                             | Перікл                                                            | Парфенон, номінал                                                 | 1976—1980                                                         |
|                                                                   | 20 драхм                                                          | 29                                                                | 2.25                                                              | 11.5                                                              | Мідно-нікелевий сплав                                             | Напис                                                             | Перікл                                                            | Парфенон, номінал                                                 | 1982—1988                                                         |
|                                                                   | 50 драхм                                                          | 31                                                                | 2                                                                 | 12                                                                | Мідно-нікелевий сплав                                             | Напис                                                             | Солон                                                             | Номінал, хвилі моря                                               | 1980                                                              |
|                                                                   | 50 драхм                                                          | 31                                                                | 2                                                                 | 12                                                                | Мідно-нікелевий сплав                                             | Напис                                                             | Солон                                                             | Номінал, хвилі моря                                               | 1982—1984                                                         |

| Остання серія монет грецької драхми, зразків 1986—1990 років | Остання серія монет грецької драхми, зразків 1986—1990 років | Остання серія монет грецької драхми, зразків 1986—1990 років | Остання серія монет грецької драхми, зразків 1986—1990 років | Остання серія монет грецької драхми, зразків 1986—1990 років | Остання серія монет грецької драхми, зразків 1986—1990 років | Остання серія монет грецької драхми, зразків 1986—1990 років | Остання серія монет грецької драхми, зразків 1986—1990 років | Остання серія монет грецької драхми, зразків 1986—1990 років | Остання серія монет грецької драхми, зразків 1986—1990 років |
| Зображення                                                   | Номінал (драхм)                                              | Технічні параметри                                           | Технічні параметри                                           | Технічні параметри                                           | Технічні параметри                                           | Опис                                                         | Опис                                                         | Опис                                                         | Роки карбування                                              |
| Зображення                                                   | Номінал (драхм)                                              | Діаметр (мм)                                                 | Товщина (мм)                                                 | Вага (г)                                                     | Матеріал                                                     | Гурт                                                         | Аверс                                                        | Реверс                                                       | Роки карбування                                              |
| ------------------------------------------------------------ | ------------------------------------------------------------ | ------------------------------------------------------------ | ------------------------------------------------------------ | ------------------------------------------------------------ | ------------------------------------------------------------ | ------------------------------------------------------------ | ------------------------------------------------------------ | ------------------------------------------------------------ | ------------------------------------------------------------ |
|                                                              | 1                                                            | 18                                                           | 1.46                                                         | 2.75                                                         | Мідь                                                         | Гладкий                                                      | Ласкаріна Бубуліна                                           | Номінал, корабель                                            | 1988—2000                                                    |
|                                                              | 2                                                            | 21                                                           | 1.48                                                         | 3.75                                                         | Мідь                                                         | Гладкий                                                      | Манто Маврогенус                                             | Номінал, гармата, якір                                       | 1988—2000                                                    |
|                                                              | 20                                                           | 24.5                                                         | 2.25                                                         | 7                                                            | Алюмінева бронза                                             | Ребристий                                                    | Діонісіос Соломос                                            | Номінал                                                      | 1990—2000                                                    |
|                                                              | 50                                                           | 27.5                                                         | 2.25                                                         | 9                                                            | Алюмінева бронза                                             | Ребристий                                                    | Гомер                                                        | Номінал, вітрильник                                          | 1986—2000                                                    |
|                                                              | 100                                                          | 29.5                                                         | 2.22                                                         | 10                                                           | Алюмінева бронза                                             | Ребристий з гладкими ділянками                               | Александр Македонський                                       | Номінал                                                      | 1990—2000                                                    |

## Валютний курс
В другій половині XX століття грецька драхма мала особливо «м'який» валютний курс стосовно головних валют Європи та світу. Так з 1960 по 2000 рік вона ослабла проти італійської ліри на 71% (від 20,6 до 5,8 лір/драхму), британського фунта на 550% (від 83 до 545 драхм/фунт), французького франка на 750% (від 6 до 51 драхм/франк), американського долара на 1120% (від 30 до 366 драхм/долар) та німецької марки на 2321% (від 7 до 174 драхм/марку). З іншого боку, драхма мала твердіший курс відносно валют країн-сусідів Греції таких як турецька ліра, албанський лек та валют країн колишньої Югославії які сильно девальвували протягом югославських воєн.